# Chiaramonte Gulfi
 Chiaramonte Gulfi er en italiensk by (og kommune) i regionen Sicilien i Italien, med omkring 7.988(2023) indbyggere.  